# Zack és Cody élete
A Zack és Cody élete (eredeti cím: The Suite Life of Zack and Cody) 2005 és 2008 között vetített amerikai szitkom, amelyet Danny Kallis és Jim Geoghan alkotott. A főbb szerepekben Cole Sprouse, Dylan Sprouse, Brenda Song, Ashley Tisdale, Phill Lewis és Kim Rhodes látható.
Amerikában a Disney Channel mutatta be 2005. március 18-án. Magyarországon szintén a Disney Channel mutatta be 2009. szeptember 19-én.
A sorozat a bostoni Tipton Hotelben játszódik, ahol Zack és Cody Martin él.

## Cselekmény
A fiúk anyja Carey Martin a szállodában kapott állást énekesként, cserében a Tiptonban, Boston legelegánsabb szállodájában lakhatnak. A fiúk mindig galibát csinálnak, bajba keverednek, de végül megoldódik a gond.
A szálloda igazgatója, Mr. Moseby próbálja megakadályozni, hogy a fiúk kárt tegyenek a szállodában (és néha a vendégekben), de nem mindig sikerül neki. Az anyukájuk is erre törekedik, és ha kell, akkor kiosztja a fiúkat.
A szálloda tulajdonosának, Mr. Tiptonnak a lánya, London is legtöbbször a szállodában tartózkodik, és barátnők, néha ellenségek Maddie-vel, a szállodában csokispultosként dolgozó tini lánnyal.
A szállodában dolgozik londinerként Esteban, aki köteles megtenni, amit Mr. Moseby kér.
Arwin, a szálloda szerelője mindig segít az ikreknek, ha valamire szükségük van.
Muriel, a szálloda takarítója gyakran csak a pénzt az asztalról és a kaját a hűtőből takarítja el.

## Szereplők

### Főszereplők
| Szerep                    | Színész        | Magyar hang     | Évad |
| ------------------------- | -------------- | --------------- | ---- |
| Cody Martin               | Cole Sprouse   | Bogdán Gergő    | 1-3  |
| Zack Martin               | Dylan Sprouse  | Glósz András    | 1-3  |
| London Tipton             | Brenda Song    | Mezei Kitty     | 1-3  |
| Marion Moseby "Mr.Moseby" | Phill Lewis    | Szűcs Péter Pál | 1-3  |
| Carey Martin              | Kim Rhodes     | Törtei Tünde    | 1-3  |
| Maddie Fitzpatrick        | Ashley Tisdale | Molnár Ilona    | 1-3  |

### Mellékszereplők
| Szerep                                                 | Színész          | Magyar hang      | Évad   |
| ------------------------------------------------------ | ---------------- | ---------------- | ------ |
| Esteban Ramirez                                        | Adrian R'Mante   | Seder Gábor      | 1-3    |
| Arwin Q. Hochauser                                     | Brian Stepanek   | Breyer Zoltán    | 1-3    |
| Bob                                                    | Charlie Stewart  | Berkes Bence     | 1-3    |
| Muriel                                                 | Estelle Harris   | Pásztor Erzsébet | 1 és 3 |
| Barbara Brownstein                                     | Sophie Oda       |                  | 1-3    |
| Lance                                                  | Aaron Musicant   | Czető Roland     | 1-3    |
| Ilsa Shickelgrubermeiger-Von Helsinger Kepelugerhoffer | Caroline Rhea    | Némedi Mari      | 1-2    |
| Max                                                    | Alyson Stoner    | Kántor Kitty     | 1-2    |
| Férges                                                 | Dennis Bendersky | Kováts Dániel    | 1      |
| Mary Margaret                                          | Monique Coleman  | N/A              | 1-2    |

## Epizódok
| Évad | Évad | Epizódok | Eredeti sugárzás  | Eredeti sugárzás    | Magyar sugárzás      | Magyar sugárzás  |
| Évad | Évad | Epizódok | Évadpremier       | Évadfinálé          | Évadpremier          | Évadfinálé       |
| ---- | ---- | -------- | ----------------- | ------------------- | -------------------- | ---------------- |
|      | 1    | 26       | 2005. március 18. | 2006. január 27.    | 2009. szeptember 19. | 2010. április 1. |
|      | 2    | 39       | 2006. február 3.  | 2007. június 2.     | 2010. február 6.     | 2011. július 22. |
|      | 3    | 22       | 2007. június 23.  | 2008. szeptember 1. | 2014. január 30.     | N/A              |

## Folytatás
A Zack és Cody a fedélzeten címmel készült folytatás, amely 2008. szeptember 26-án debütált a Disney Channel-en. A szereplőköz Debby Ryan és Doc Shaw csatlakozott.
2010. szeptember 20-án a Disney Channel bejelentette, hogy készül egy film Zack és Cody egy ikerkísérletben címmel.
A film premierje 2011. március 25-én volt a Disney Channelen.